# Саттон, Джоди
Джо́ди Энн Са́ттон (англ. Jodie Ann Sutton; род. 23 апреля 1968, Калгари, Альберта) — канадская кёрлингистка.
В составе женской команды Канады участвовала в чемпионате мира 1991 (стали серебряными призёрами). Также участвовала в зимних Олимпийских играх 1992 года, где кёрлинг был представлен как демонстрационный вид спорта) и где женская команда Канады завоевала бронзовую медаль. Чемпионка Канады среди женщин (1991).

## Достижения
- Зимние Олимпийские игры: бронза (1992; демонстрационный вид спорта).
- Чемпионат мира по кёрлингу среди женщин: серебро (1991).
- Чемпионат Канады по кёрлингу среди женщин: золото (1991), серебро (1992).

## Команды
| Сезон   | Четвёртый       | Третий        | Второй         | Первый         | Запасной           | Турниры                   |
| ------- | --------------- | ------------- | -------------- | -------------- | ------------------ | ------------------------- |
| 1985—86 | Джоди Саттон    | Джулия Саттон | Dawn Rubner    | Chris Thompson |                    | ЧКЮ 1986                  |
| 1987—88 | Chris Stevenson | Cindy Tucker  | Диана Нельсон  | Sandra Martin  | Джоди Саттон       | ЧК 1988 (4 место)         |
| 1990—91 | Джулия Саттон   | Джоди Саттон  | Мелисса Солиго | Кэрри Уилмс    | Элейн Дагг-Джексон | ЧК 1991 · ЧМ 1991         |
| 1991—92 | Джулия Саттон   | Джоди Саттон  | Мелисса Солиго | Кэрри Уилмс    | Элейн Дагг-Джексон | ЗОИ 1992 (демо) · ЧК 1992 |
| 1992—93 | Джулия Саттон   | Джоди Саттон  | Мелисса Солиго | Кэрри Уилмс    | Элейн Дагг-Джексон | ЧК 1993 (4 место)         |

(скипы выделены полужирным шрифтом)

## Частная жизнь
Джоди и её сестра-близнец Джулия Скиннер (урожд. Саттон) много лет играли в кёрлинг в одной команде.